# Volvo B9TL
Volvo B9TL — двухэтажный автобус особо большой вместимости производства Volvo Bussar, предназначенный для эксплуатации в странах с левосторонним движением. Производился с 2002 по 2018 год, после чего был заменён Volvo B5TL и Volvo B8L.

## Информация
Шасси Volvo B9TL имеет ту же конструкцию, что и Volvo B7TL. Ключевым отличием от предшественников Volvo Super Olympian и Volvo B7TL является новый 9,3-литровый двигатель, первоначально разработанный брендом Renault Trucks. Радиатор располагался сзади, как и у B7TL. Конструкция переднего модуля использовалась совместно с шасси других низкопольных автобусов, построенных Volvo, а на передней оси была установлена независимая подвеска (после нескольких лет производства её заменила обычная передняя подвеска).
Первоначально B9TL предлагался в трёхосном формате, а двухосный вариант был добавлен в 2006 году, чтобы заменить B7TL. Трансмиссия включает двигатель Volvo D9A Евро-3 (мощностью 300 или 340 л.с.), который позже был заменён двигателем Volvo D9B Евро-4 / 5 / EEV (использует технологию избирательного каталитического восстановления; были предложены две версии — D9B260 мощностью 260 л. с. для двухосной версии и более мощный D9B310, мощностью 310 л. с. для трёхосной версии) и соединённый с 5/6-ступенчатой коробкой передач ZF. Volvo также предложила четырёхступенчатую коробку передач Voith в качестве альтернативного варианта коробки передач.

Передние колёса трёхосного B9TL обычно поставляются брендом Alcoa, но для некоторых автобусов (включая три прототипа) все колёса были поставлены Alcoa.

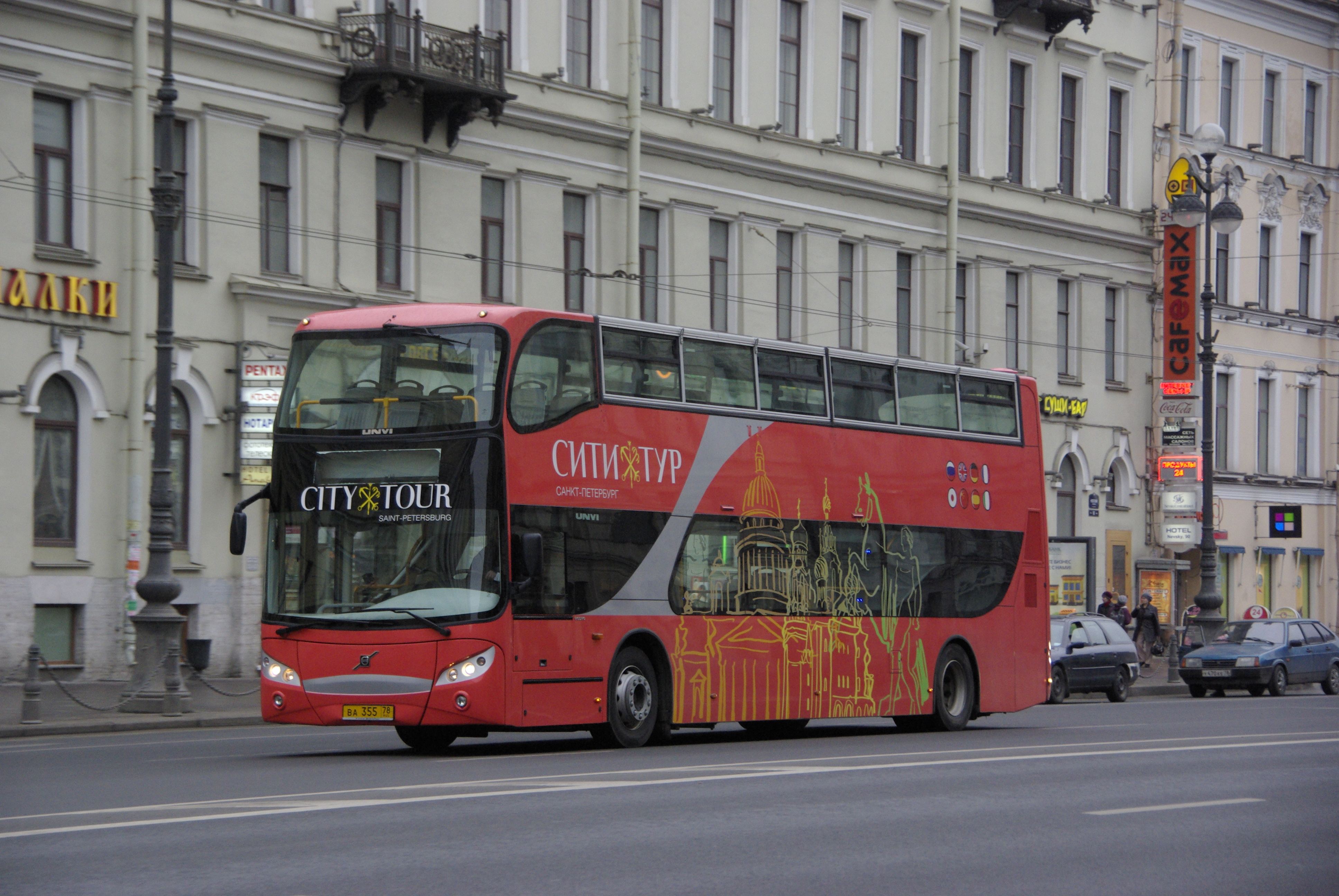
UNVI Urbis 2.5DD  на шасси Volvo B9TL на Невском проспекте в Санкт-Петербурге
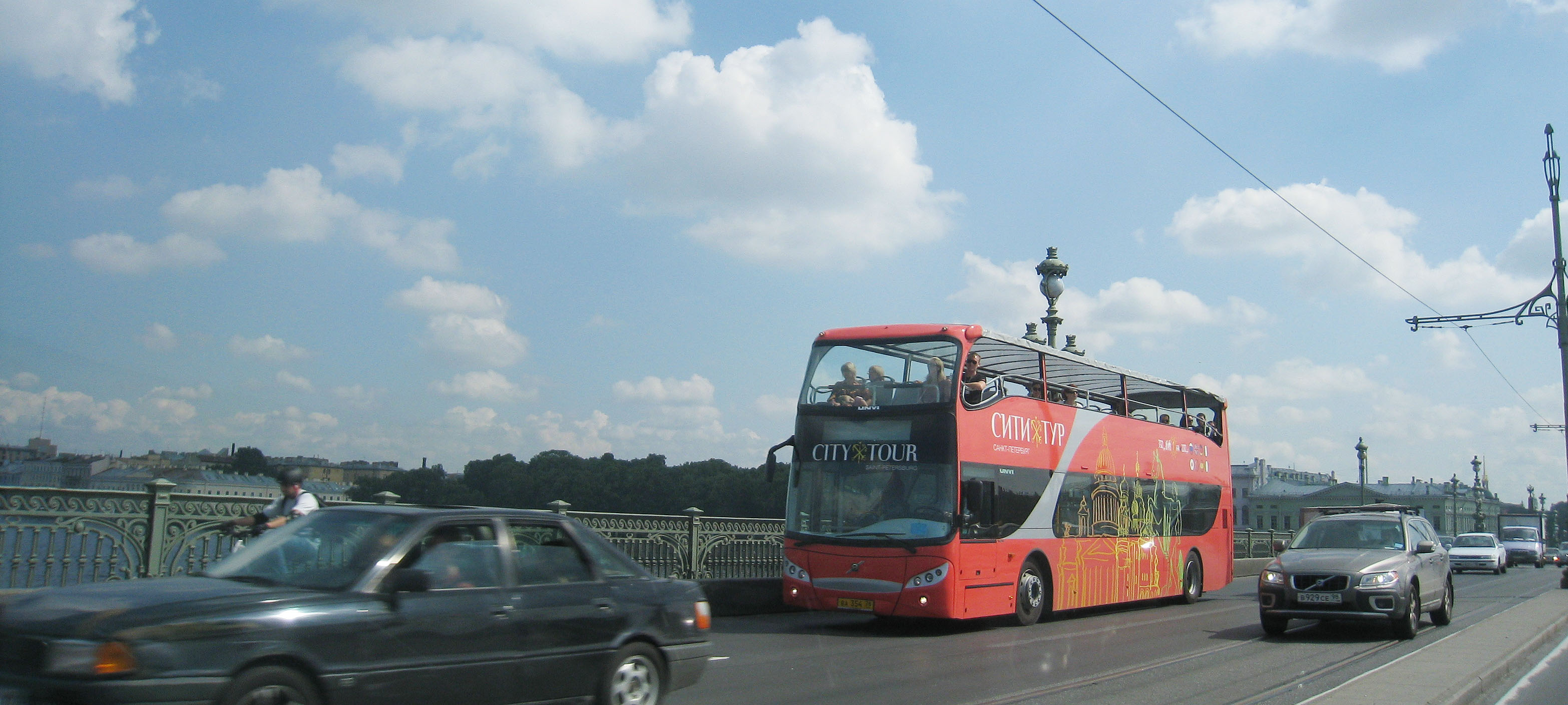
UNVI Urbis 2.5DD  на шасси Volvo B9TL на Троицком мосту в Санкт-Петербурге